# Comité olympique de Serbie
Le Comité olympique de Serbie (en serbe : Олимпијски комитет Србије / Olimpijski komitet Srbije) est le comité national olympique de la Serbie.
Il représente le pays au Comité international olympique (CIO) et fédère les fédérations sportives serbes. Il fait partie des Comités olympiques européens.

## Histoire
Le premier athlète serbe qui représente la Hongrie aux Jeux est Momcsilló Tapavicza, médaillé en 1896.
Le comité national olympique est fondé le 23 février 1910 au sein du royaume de Serbie et reconnu par le Comité international olympique en 1912. Il envoie une délégation de deux athlètes aux Jeux olympiques de 1912. En 1918, la création du royaume des Serbes, Croates et Slovènes provoque la création d'un Comité olympique yougoslave à Zagreb, comité qui va devenir celui de la Yougoslavie jusqu'à son éclatement progressif avec la fin de la Serbie-et-Monténégro en 2003. Le comité retrouve alors son nom originel pour les Jeux de 2004, 92 ans après.